# A Different Beat
| 전문가 평가                   | 전문가 평가 |
| 평가 점수                     | 평가 점수   |
| 출처                          | 점수        |
| ----------------------------- | ----------- |
| AllMusic                      | [ 1 ]       |
| Burton Mail                   | [ 2 ]       |
| Encyclopedia of Popular Music | [ 3 ]       |

《A Different Beat》는 북아일랜드의 기타리스트 게리 무어의 열두 번째 솔로 스튜디오 음반으로, 1999년 9월 27일, 캐슬 커뮤니케이션스에 의해 발매되었다. 무어가 이언 테일러와 함께 프로듀싱한 이 음반은 무어가 더 익스페리멘털 팝 접근법을 위해 그의 익숙한 블루스와 하드 록 스타일 작업을 계속하는 것을 보았다. 무어는 현대 댄스 음악에 영감을 받아 댄스 리듬과 기타 작업을 융합한 음반을 만들기 위해 노력했고, 그가 이것을 성취할 수 있도록 돕기 위해 음악가 로저 킹, E-Z 롤러스와 협업했다.
이 음반은 키보드, 루프, 샘플, 프로그램된 댄스 비트 및 드럼 앤 베이스의 실험을 사용하는 것이 특징이지만 무어의 블루스 조의 기타 솔로도 포함하고 있다. 스타일적인 비교는 아폴로 440과 팻보이 슬림과 함께 그려졌고, 무어는 지미 헨드릭스의 〈Fire〉의 커버를 녹음하기도 했다. 발매 당시, 일부 음악 비평가들은 무어가 이 음반에 음악적 위험을 제기했다고 칭찬했지만, 《A Different Beat》은 무어에게 또 다른 상업적인 실망감을 주었고 그의 팬층을 당황하게 만들었다. 이 기타리스트는 이후 이 음반의 판매를 중단했다.

## 배경
1970년대와 80년대의 하드 록 작업으로 유명했지만, 게리 무어의 블루스 기반 음반 《Still Got the Blues》 (1990년)는 그의 경력 중 가장 큰 비평적이고 상업적인 성공이었고, 기타리스트가 그의 다음 음반인 《After Hours》 (1992년), 《Blues Alive》 (1993년)와 《Blues for Greeny》 (1995년)에 계속해서 방향을 잡도록 영감을 주었다. 비록 그가 블루스의 인기를 되살리는 것을 도왔지만, 그는 갑자기 브릿팝과 일렉트로닉 음악의 영향을 특징으로 하는 익스페리멘털 팝 음반인 《Dark Days in Paradise》 (1997년)로 방향을 바꾸었다. 비록 이 음반이 무어의 팬층을 당황하게 하고 저조한 판매고를 올렸지만, 후속작인 《A Different Beat》를 위해 그의 음악적 실험을 계속했다.
무어는 그의 더 어린 여자친구에 의해 그 장르에 끌린 현대 댄스 음악의 리듬에 영향을 받았다. 그는 "라디오에 있었고, 그것은 신났다"고 언급했고, 그는 기타로 댄스 음악을 만들 수 있는 방법으로 《A Different Beat》를 생각해 냈고, 그는 "실제로 그렇게 하지 않았다"고 말했다. 다른 템포들은 무어가 그의 기타 스타일을 적응하도록 요구했고, 그는 이것을 성취하는 것을 돕기 위해 E-Z 롤러스와 로저 킹과 협력했다. 그는 그들의 레코드들 중 하나를 들은 후 전자 그룹을 찾아 1998년 중반에 그들의 아파트로 데모를 가져갔고, 그는 그가 "그들이 어떻게 생각할지 궁금하며, 정말로 제 자신을 때렸지만, 그들은 좋아했다"고 회상했다. 2006년 인터뷰에서, 그는 "저는 음반에서 드럼 루프를 가져왔고, 승인을 받기 위해 도크랜즈에 있는 이 아파트에 가서 제가 골디의 프로듀서인 롭 플레이포드에게 했던 것을 연주해야 했습니다. 그것은 힘든 일이었습니다. 그는 팔짱을 낀 채로 남자들로 가득 찬 이 아파트에 있었고, 그들은 '네, 우리가 생각했던 것보다 더 좋아요.' 저는 정말 제 능력 밖이었어요."라고 말했다.

## 곡 목록
모든 곡들은 특별한 언급이 없는 한 게리 무어에 의해 작사/작곡하였다.
| #   | 제목                    | 작사·작곡     | 재생 시간 |
| --- | ----------------------- | ------------- | --------- |
| 1.  | 〈Go on Home〉          |               | 4:21      |
| 2.  | 〈Lost in Your Love〉   |               | 5:59      |
| 3.  | 〈Worry No More〉       |               | 5:07      |
| 4.  | 〈Fire〉                | 지미 헨드릭스 | 2:50      |
| 5.  | 〈Surrender〉           |               | 9:38      |
| 6.  | 〈House Full of Blues〉 |               | 4:49      |
| 7.  | 〈Bring My Baby Back〉  |               | 4:50      |
| 8.  | 〈Can't Help Myself〉   |               | 5:52      |
| 9.  | 〈Fatboy〉              |               | 3:27      |
| 10. | 〈We Want Love〉        |               | 5:43      |
| 11. | 〈Can't Help Myself〉   |               | 12:18     |